# Jazīreh-ye Ābādān
Jazīreh-ye Ābādān (persiska: جزیره آبادان) är en ö i Iran.   Den ligger i provinsen Khuzestan, i den sydvästra delen av landet, 700 km söder om huvudstaden Teheran.